# Airport (film)
Airport – polski film animowany (rysunkowy), horror z roku 1981 w reżyserii Bogdana Nowickiego, także z jego scenariuszem i scenografią. Muzykę skomponował Waldemar Kazanecki, a animacji dokonali: Andrzej Lejman, Andrzej Piotr Morawski i Rafał Sikora.

## Opis fabuły
Akcja filmu toczy się wśród oczekujących na odlot samolotu w hallu na lotnisku. Spośród osób tam przebywających dwaj mężczyźni opowiadają sobie makabryczne historie. Opowieści te są naprawdę straszne, a grozy przydaje im też fakt, że wkrótce następują nieoczekiwane zbiegi okoliczności, dopisując do przerażających historyjek jeszcze bardziej makabryczne puenty.
Jeden z mężczyzn odchodzi na chwilę, przez co nie zdąża na samolot. Drugi z kolei jest terrorystą, który wysadza w powietrze wznoszący się pojazd. Człowiek, który się spóźnił, nie może uwierzyć we własne szczęście. Na kolanach dziękuje za tak szczęśliwy dla niego zbieg okoliczności. Jednak w tym momencie zostaje uderzony kołem spadającym z roztrzaskanej maszyny.